# Plateau Fraser
Il Plateau Fraser fa parte degli Intermontane Plateaus ed è una delle maggiori suddivisioni dell'Interior Plateau, situato nella parte centrale della Columbia Britannica, in Canada.

## Geografia
La regione include anche il Plateau Cariboo e il Plateau Chilcotin, oltre alle catene montuose del Marble Range, Clear Range e Camelsfoot Range sul margine sudoccidentale.
Il plateau viene delimitato dal Fiume Bonaparte a sudest, oltre al quale si sviluppa il Plateau Bonaparte, da parte del Plateau Thompson, dalla linea formata dai fiumi Dean River e West Road River a sudovest; il Plateau Nechako si trova invece a nord del fiume West Road.
Sono incluse nel Plateau Fraser anche le catene montuose Itcha Range e Ilgachuz Range e l'adiacente Rainbow Range, che è attiguo alle Montagne Costiere.

## Geologia
Il Plateau Fraser è costituito da lava basaltica del Gruppo di Chilcotin, un gruppo costituito da rocce vulcaniche che è quasi parallelo al Plateau Fraser.

## Suddivisione
Il Plateau Fraser presenta la seguente suddivisione:
- Plateau Fraser
  - Plateau Chilcotin
  - Plateau Cariboo
    - Plateau Bonaparte (che fa parte anche del Plateau Thompson)

  - Plateau Nechako
    - Plateau McGregor